# Ndiaga Mbaye
Pour les articles homonymes, voir Mbaye.
Ndiaga Mbaye est un griot et un auteur-compositeur-interprète sénégalais.

## Biographie
Il est né en 1948 à Tataguine dans la région de Fatick[réf. nécessaire] est décédé le 13 février 2005 à Dakar.
Ndiaga Mbaye avait été consacré par un film documentaire Le Maître de la parole : El Hadj Ndiaga Mbaye, la mémoire du Sénégal de Hamidou Dia et Laurence Gavron.
Il est connu pour les thèmes de ces chansons qui parlent d’amour, de vie, de la société et qui sont souvent pleins d’enseignements.
À l’annonce de son décès, Youssou N'Dour a déclaré que Ndiaga Mbaye « était une bibliothèque, un poète, et pour moi personnellement, un oncle ».
Ndiaga Mbaye a été inhumé à Touba, (180 km à l'est de Dakar), ville sainte de la confrérie des Mourides.